# إدوين بي. جونز
إدوين بي. جونز (بالإنجليزية: Edwin B. Jones)‏ هو مصرفي أمريكي، ولد في 14 فبراير 1917 في ويست هافن في الولايات المتحدة، وتوفي في 3 سبتمبر 1998.